# Кјарамонте Гулфи
Кјарамонте Гулфи (итал. Chiaramonte Gulfi) је насеље у Италији у округу Рагуза, региону Сицилија.
Према процени из 2011. у насељу је живело 4676 становника. Насеље се налази на надморској висини од 677 м.

## Становништво
| 1936.  | 1951.  | 1961.  | 1971. | 1981. | 1991. | 2001. | 2011. |
| ------ | ------ | ------ | ----- | ----- | ----- | ----- | ----- |
| 11.143 | 11.364 | 10.014 | 8.670 | 8.227 | 8.424 | 8.099 | 8.224 |